# Imephor Impy
Imephor Impy est un grand prêtre de Ptah connu également sous le nom de Nikaouptah.

## Carrière
Les titres d'Imephor l'inscrivent dans une carrière propre à celle des grands prêtres qui l'ont précédé à cette charge à l'Ancien Empire. 
Il est gouverneur, probablement de Memphis, prêtre sem et prêtre ritualiste en chef, ce qui le place à la tête du collège de prêtres initiés aux secrets et rites du sanctuaire de Ptah, principale divinité de la capitale, et dieu des artisans.
Le titre de grand des chefs des artisans place également Imephor à la direction des artisans qui œuvrent sur les chantiers des temples et des nécropoles, dont les fondations royales.
Comme Ptahchepsès Impy dont il partage le beau nom, Imephor est à placer à la fin de la VIe dynastie et au début de la Première Période intermédiaire. 
Faute de documents complémentaires, à l'instar du dernier Ptahchepsès, il est impossible pour le moment de préciser le ou les règnes pendant lesquels Imephor a exercé son pontificat.

## Sépulture
|                    | Imephor Impy                                  |  |
| ------------------ | --------------------------------------------- |  |
| Type               | mastaba                                       |  |
|                    |                                               |  |
| Emplacement        | Saqqarah                                      |  |
| Date de découverte | 1997                                          |  |
| Découvreur         |                                               |  |
| Fouilles           | Institut d'Étude du Proche-Orient Antique     |  |
| Objets découverts  | Débris de granite Vestiges d'une fausse porte |  |

En 1997 une équipe de l'Institut d'Étude du Proche-Orient Antique de l'université autonome de Barcelone a réalisé une prospection dans le désert à l'ouest de la pyramide de Djedkarê Isési à Saqqarah. 
Ce site nommé Kom el-Khamasin, du nom du vent du sud qui y souffle fréquemment, est situé au nord-ouest de la pyramide de Mérenrê Ier. Des pierres taillées y avaient été repérées, affleurant les sables, laissant présager l'existence de monuments jusqu'ici inconnus.
Ce faisant les archéologues mettent au jour plus d'une cinquantaine de blocs provenant de diverses sépultures contemporaines qui marquaient l'emplacement d'une nécropole datant principalement de la Première Période intermédiaire.
Parmi ces pierres, vingt-cinq appartenaient à un monument au nom du grand prêtre Imephor. Outre des blocs de calcaire, certains gravés de hiéroglyphes donnant les titres et le nom du défunt, on y a trouvé également des blocs de granite matériaux précieux et de choix pour une tombe de dignitaire.